# Senohraby
Senohraby är en ort i Tjeckien.   Den ligger i regionen Mellersta Böhmen, i den centrala delen av landet, 30 km sydost om huvudstaden Prag. Senohraby ligger 381 meter över havet och antalet invånare är 907.
Terrängen runt Senohraby är platt åt nordväst, men åt sydost är den kuperad.Runt Senohraby är det ganska tätbefolkat, med 54 invånare per kvadratkilometer. Närmaste större samhälle är Benešov, 12,8 km söder om Senohraby. I omgivningarna runt Senohraby växer i huvudsak blandskog.